# 斑紋南犁頭鰩
斑紋南犁頭鰩（學名：Trygonorrhina fasciata），又稱斑紋南琵琶鱝是軟骨魚綱犁頭鰩目南犁頭鳐科南犁頭鰩屬的其中一種，分布於東印度洋澳洲東部海域，為特有種，深度0至100公尺，本魚圓盤狀，短而寬圓的吻部，鼻孔部分被大鼻簾覆蓋，體中線和肩部有尖刺，體褐色至灰色，眶間隙後面是深色邊緣帶的華麗圖案，帶有明顯的三角形或菱形斑紋，體長可達120公分，棲息在沿岸沙泥底質潮間帶、海草床至大陸棚，為底棲性魚類，屬肉食性，以甲殼類為主食，雌魚一胎產下數量為2到3隻，生活習性不明，可做為食用魚。